# Dirka po Italiji 1957
Dirka po Italiji 1957 (italijansko Giro d'Italia 1957) je 40. izvedba dirke po Italiji, tritedenske moške cestne kolesarske etapne dirke. Začela se je 18. maja v Milanu in končala 9. junija v Milanu. Sodelovalo je 150 kolesarjev iz 15-ih ekip. Rožnato majico je prvič osvojil Gastone Nencini (Leo–Chlorodont), drugo mesto Louison Bobet (Mercier–BP–Hutchinson), tretje pa Ercole Baldini (Legnano). Zeleno majico je osvojil Raphaël Géminiani (Mercier–BP–Hutchinson).

## Ekipe
- Asborno
- Atala
- Bianchi–Pirelli
- Bif
- Bottecchia-Gripo
- Carpano–Coppi
- Leo–Chlorodont
- Cora-Elvé
- Faema–Guerra
- Ignis–Doniselli
- Legnano
- Mercier–BP–Hutchinson
- San Pellegrino
- Torpado–Girardengo
- VRP

## Etape
| Etapa | Datum    | Štart/Cilj                     | Razdalja    | Tip         | Tip                  | Zmagovalec                |             |
| ----- | -------- | ------------------------------ | ----------- | ----------- | -------------------- | ------------------------- | ----------- |
| 1     | 18. maj  | Milano – Verona                | 191 km      |             | ravninska etapa      | Rik Van Steenbergen (BEL) |             |
| 2     | 19. maj  | Verona – Bosco Chiesanuova     | 28 km       |             | posamični kronometer | Charly Gaul (LUX)         |             |
| 3     | 20. maj  | Verona – Ferrara               | 169 km      |             | ravninska etapa      | Miguel Poblet (ESP)       |             |
| 4     | 21. maj  | Ferrara – Cattolica            | 190 km      |             | ravninska etapa      | André Vlayen (BEL)        |             |
| 5     | 22. maj  | Cattolica – Loreto             | 235 km      |             | ravninska etapa      | Alessandro Fantini (ITA)  |             |
| 6     | 23. maj  | Loreto – Terni                 | 175 km      |             | gorska etapa         | Wout Wagtmans (NED)       |             |
| 7     | 24. maj  | Terni – Pescara                | 221 km      |             | gorska etapa         | Antonin Rolland (FRA)     |             |
| 8     | 25. maj  | Pescara – Neapelj              | 250 km      |             | gorska etapa         | Vito Favero (ITA)         |             |
| 9     | 26. maj  | Neapelj – Frascati             | 220 km      |             | ravninska etapa      | Miguel Poblet (ESP)       |             |
| 10    | 27. maj  | Rome – Siena                   | 227 km      |             | gorska etapa         | Miguel Poblet (ESP)       |             |
| 11    | 28. maj  | Siena – Montecatini Terme      | 230 km      |             | ravninska etapa      | Rik Van Steenbergen (BEL) |             |
|       | 29. maj  | dan počitka                    | dan počitka | dan počitka | dan počitka          | dan počitka               | dan počitka |
| 12    | 30. maj  | Montecatini – Forte dei Marmi  | 58 km       |             | posamični kronometer | Ercole Baldini (ITA)      |             |
| 13    | 31. maj  | Forte dei Marmi – Genova       | 163 km      |             | gorska etapa         | Bruno Monti (ITA)         |             |
| 14    | 1. junij | Genova – Saint-Vincent         | 235 km      |             | ravninska etapa      | Mario Baroni (ITA)        |             |
| 15    | 2. junij | Saint-Vincent – Sion (Švica)   | 134 km      |             | gorska etapa         | Louison Bobet (FRA)       |             |
| 16    | 3. junij | Sion (Švica) – Campo dei Fiori | 229 km      |             | gorska etapa         | Alfredo Sabbadin (ITA)    |             |
| 17a   | 4. junij | Varese – Como                  | 82 km       |             | ravninska etapa      | Alessandro Fantini (ITA)  |             |
| 17b   | 4. junij | Como – Como                    | 34 km       |             | ravninska etapa      | Rik Van Steenbergen (BEL) |             |
|       | 5. junij | dan počitka                    | dan počitka | dan počitka | dan počitka          | dan počitka               | dan počitka |
| 18    | 6. junij | Como – Monte Bondone           | 242 km      |             | gorska etapa         | Miguel Poblet (ESP)       |             |
| 19    | 7. junij | Trento – Levico Terme          | 199 km      |             | gorska etapa         | Charly Gaul (LUX)         |             |
| 20    | 8. junij | Levico Terme – Abano Terme     | 157 km      |             | ravninska etapa      | Rik Van Steenbergen (BEL) |             |
| 21    | 9. junij | Abano Terme – Milano           | 257 km      |             | ravninska etapa      | Rik Van Steenbergen (BEL) |             |
|       | Skupaj   | Skupaj                         | 3926,7 km   | 3926,7 km   | 3926,7 km            | 3926,7 km                 | 3926,7 km   |

## Razvrstitev po klasifikacijah
| Etapa  | Zmagovalec          | Rožnata majica ·    | Zelena majica ·   | Ekipno           |
| ------ | ------------------- | ------------------- | ----------------- | ---------------- |
| 1      | Rik Van Steenbergen | Rik Van Steenbergen | brez              | Francia          |
| 2      | Charly Gaul         | Charly Gaul         | Charly Gaul       | Francia          |
| 3      | Miguel Poblet       | Louison Bobet       | Charly Gaul       | Francia          |
| 4      | André Vlayen        | Louison Bobet       | Charly Gaul       | Bottecchia-Gripo |
| 5      | Alessandro Fantini  | Louison Bobet       | Charly Gaul       | Bottecchia-Gripo |
| 6      | Wout Wagtmans       | Louison Bobet       | Charly Gaul       | Bottecchia-Gripo |
| 7      | Antonin Rolland     | Louison Bobet       | Raphaël Géminiani | Bottecchia-Gripo |
| 8      | Vito Favero         | Nino Defilippis     | Raphaël Géminiani | Bottecchia-Gripo |
| 9      | Miguel Poblet       | Nino Defilippis     | Raphaël Géminiani | Bottecchia-Gripo |
| 10     | Miguel Poblet       | Nino Defilippis     | Raphaël Géminiani | Bottecchia-Gripo |
| 11     | Rik Van Steenbergen | Nino Defilippis     | Raphaël Géminiani | Legnano          |
| 12     | Bruno Monti         | Louison Bobet       | Raphaël Géminiani | Legnano          |
| 13     | Ercole Baldini      | Louison Bobet       | Raphaël Géminiani | Legnano          |
| 14     | Mario Baroni        | Antonin Rolland     | Raphaël Géminiani | Legnano          |
| 15     | Louison Bobet       | Louison Bobet       | Raphaël Géminiani | Legnano          |
| 16     | Alfredo Sabbadin    | Charly Gaul         | Raphaël Géminiani | Legnano          |
| 17a    | Alessandro Fantini  | Charly Gaul         | Raphaël Géminiani | Legnano          |
| 17b    | Rik Van Steenbergen | Charly Gaul         | Raphaël Géminiani | Legnano          |
| 18     | Miguel Poblet       | Gastone Nencini     | Raphaël Géminiani | Legnano          |
| 19     | Charly Gaul         | Gastone Nencini     | Raphaël Géminiani | Legnano          |
| 20     | Rik Van Steenbergen | Gastone Nencini     | Raphaël Géminiani | Legnano          |
| 21     | Rik Van Steenbergen | Gastone Nencini     | Raphaël Géminiani | Legnano          |
| Skupaj | Skupaj              | Gastone Nencini     | Raphaël Géminiani | Legnano          |

## Končna razvrstitev
| Legenda | Legenda                                  | Legenda | Legenda                                    |
| ------- | ---------------------------------------- | ------- | ------------------------------------------ |
|         | Predstavlja vodilnega v skupnem seštevku |         | Predstavlja vodilnega v gorski razvrstitvi |

### Rožnata majica
| Poz. | Kolesar                 | Ekipa                 | Čas          |
| ---- | ----------------------- | --------------------- | ------------ |
| 1    | Gastone Nencini (ITA)   | Leo–Chlorodont        | 104h 45' 06" |
| 2    | Louison Bobet (FRA)     | Mercier–BP–Hutchinson | + 19"        |
| 3    | Ercole Baldini (ITA)    | Legnano               | + 5' 59"     |
| 4    | Charly Gaul (LUX)       | Faema–Guerra          | + 7' 31"     |
| 5    | Raphaël Géminiani (FRA) | Mercier–BP–Hutchinson | + 17' 28"    |
| 6    | Miguel Poblet (ESP)     | Ignis–Doniselli       | + 19' 49"    |
| 7    | Raymond Impanis (BEL)   | Cora-Elvé             | + 21' 06"    |
| 8    | Pasquale Fornara (ITA)  | Bif-Clement           | + 24' 16"    |
| 9    | Wout Wagtmans (NED)     | ERG-Girardengo        | + 24' 29"    |
| 10   | Antonin Rolland (FRA)   | Mercier–BP–Hutchinson | + 27' 29"    |

### Zelena majica
| Poz. | Kolesar                 | Ekipa                 | Točke |
| ---- | ----------------------- | --------------------- | ----- |
| 1    | Raphaël Géminiani (FRA) | Mercier–BP–Hutchinson | 56    |
| 2    | Charly Gaul (LUX)       | Faema–Guerra          | 38    |
| 3    | Louison Bobet (FRA)     | Mercier–BP–Hutchinson | 36    |
| 4    | Miguel Poblet (ESP)     | Ignis–Doniselli       | 25    |
| 5    | Gastone Nencini (ITA)   | Leo–Chlorodont        | 20    |
| 6    | Ercole Baldini (ITA)    | Legnano               | 19    |
| 7    | Guido Carlesi (ITA)     | Bottecchia-Gripo      | 13    |
| 8    | Emilio Bottecchia (ESP) | Bottecchia-Gripo      | 10    |
| 8    | Alfredo Sabbadin (ITA)  | San Pellegrino        | 10    |
| 10   | Antonin Rolland (FRA)   | Mercier–BP–Hutchinson | 7     |

### Vmesni šprinti
| Poz. | Kolesar                   | Ekipa                 | Točke |
| ---- | ------------------------- | --------------------- | ----- |
| 1    | Rik Van Steenbergen (BEL) | Cora-Elvé             | 36    |
| 2    | Guido Carlesi (ITA)       | Bottecchia-Gripo      | 21    |
| 3    | Emilio Bottecchia (ESP)   | Bottecchia-Gripo      | 18    |
| 4    | Pierino Baffi (ITA)       | Bif                   | 15    |
| 5    | Mario Tosato (ITA)        | Torpado–Girardengo    | 13    |
| 5    | Arrigo Padovan (ITA)      | Atala                 | 13    |
| 7    | Miguel Poblet (ESP)       | Ignis–Doniselli       | 11    |
| 7    | Cleto Maule (ITA)         | Torpado–Girardengo    | 11    |
| 7    | Armando Pellegrini (ITA)  | Faema–Guerra          | 11    |
| 10   | Alessandro Fantini (ITA)  | Atala                 | 8     |
| 10   | Raphaël Géminiani (FRA)   | Mercier–BP–Hutchinson | 8     |

### Trofeo de Velodromos
| Poz. | Kolesar                   | Ekipa                 | Točke |
| ---- | ------------------------- | --------------------- | ----- |
| 1    | Miguel Poblet (ESP)       | Ignis–Doniselli       | 17    |
| 2    | Rik Van Steenbergen (BEL) | Cora-Elvé             | 13    |
| 3    | Vito Favero (ITA)         | Bianchi–Pirelli       | 6     |
| 4    | Wout Wagtmans (NED)       | ERG-Girardengo        | 5     |
| 4    | Antonin Rolland (FRA)     | Mercier–BP–Hutchinson | 5     |
| 4    | Bruno Monti (ITA)         | Bianchi–Pirelli       | 5     |
| 7    | Alessandro Fantini (ITA)  | Atala                 | 4     |
| 8    | Ugo Massocco (ITA)        | Legnano               | 3     |
| 8    | Arrigo Padovan (ITA)      | Atala                 | 3     |
| 10   | Nino Defilippis (NED)     | Bianchi–Pirelli       | 1     |
| 10   | Nello Fabbri (ITA)        | Legnano               | 1     |
| 10   | Edgard Sorgeloos (BEL)    | Cora-Elvé             | 1     |
| 10   | Cleto Maule (ITA)         | Torpado–Girardengo    | 1     |

### Ekipna razvrstitev
| Poz. | Ekipa              | Točke |
| ---- | ------------------ | ----- |
| 1    | Legnano            | 953   |
| 2    | Atala              | 1132  |
| 3    | Francia            | 1161  |
| 4    | Hollandia          | 1178  |
| 5    | Bottecchia-Gripo   | 1180  |
| 6    | Faema–Guerra       | 1216  |
| 7    | Torpado–Girardengo | 1270  |
| 8    | Cora-Elvé          | 1283  |
| 9    | Bif                | 1476  |
| 10   | Leo–Chlorodont     | 1483  |